# 澳門大會堂

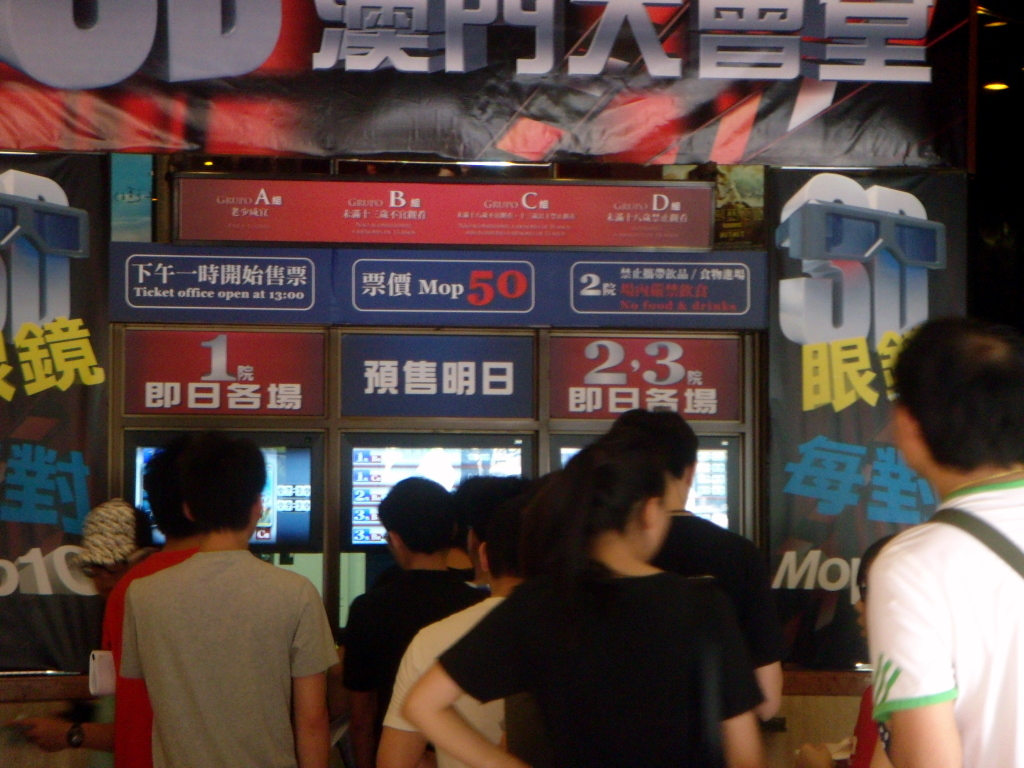
澳門大會堂售票厅

澳門大會堂 （葡萄牙語：Cineteatro Macau），前稱公教大會堂，位於澳門家辣堂街，由天主教澳門教區屬下的教區社會傳播中心管理，於1974年開幕，當時稱「公教大會堂」，直到1982年6月才正式改名為「澳門大會堂」，是澳門的商業電影院之一，以播放荷里活電影為主。另外亦是學校畢業典禮常用的地方。售票時間為中午一時，同時亦可預售第二天的票。
八十年代初，澳門大會堂只有一間影院(1院)，及後分別於1988及1993年新增2院和3院，有1189個座位設立在1院,2院和3院。1院有693個在下層及238個在上層、2院有154個以及3院有104個。1院為大會堂最大的影院。

## 設備
澳門大會堂在2011年以前仍採用膠卷式影帶的電影放映機來播放電影。後來隨着3D電影興起，大會堂由2011年起開始使用日本Sony品牌的數碼電影放映機，於同年10月22日起全面轉換成數碼形式的4K3D數碼放映系統，成為澳門第一間播放3D電影的電影院，電影畫質較舊式的電影放映機清晰，並且達到4K解像度，每間影院同時配備杜比cp750系統的杜比7.1環繞聲音響。
其使用的放映系統仍採用燈泡發光及三原色的原理放映出影像，放映系統的內置燈炮一般可使用800-1000小時，隨後影像的亮度、對比度或色溫都會逐步減少，因此需定期更換。
時隔十年，大會堂於2021年10月28日至11月3日暫停開放以進行放映系統升級工程，所有影院的放映設備都更換為現時大部分戲院使用的4K雷射3D放映系統。接近最高解像度，畫面更為細緻。

## 售票方式
如今，澳門大部分電影院都設有網上售票，門票都是靠電腦打印出來。而澳門大會堂的門票都是手写，不是用電腦打印，也是澳門唯一一間未能提供網上售票的電影院。同時大會堂於2023年5月1日之前只收現金，其後開始提供電子支付購票服務。

## 1院特色
1院為大會堂最大影院，同時設置巨大銀幕和燈光系統，銀幕前亦有大型舞台，可作大型表演使用。1院也是學校畢業典禮經常用到的場地。
在3院開放之前，大會堂1院的上層座位都是「頭等位」。直到3院建成後，因前往3院的路必須經過1院上層座位，所以大會堂將其列為通道，不再是座位。所以在放映電影時，大會堂不會開放上層座位給觀眾。而在畢業典禮中，大會堂會開放1院的上層座位給觀眾。

## 2，3院特色
2院和3院都是標準型大小的影院，2院的銀幕前設置了小型舞台，可作小型表演使用。

## 外部連結
- 澳門大會堂
- 澳門大會堂官方網站（页面存档备份，存于）
- 澳門大會堂的Facebook專頁